# 牙之旅商人-The Arms Peddler
《牙之旅商人-The Arms Peddler》是七月鏡一擔任原作、梟負責作畫的日本漫畫，自2010年5月7日起於史克威爾艾尼克斯旗下的青年漫畫雜誌《YOUNG GANGAN》連載。於2012年暫停連載，並在2014年恢復連載，在2017年再度暫停連載。台灣中文版由青文出版社發行。

## 故事大綱
少年索納的家人被盜賊集團「海德拉」殺死，旅行武器商人卡羅蜜救了他一命，並同時要求他付出代價。身無分文的索納只好賣身，成為卡羅蜜的財產並為她效力。

## 外部連結
- 《牙之旅商人-The Arms Peddler》官方網站介紹